# Michel de Certeau
Michel Jean Emmanuel de La Barge de Certeau dit Michel de Certeau, né le 17 mai 1925 à Chambéry (France) et mort le 9 janvier 1986 à Paris, est un prêtre jésuite français, philosophe, théologien et historien. Il est l'auteur d'études d'histoire religieuse (surtout la mystique des XVIe et XVIIe siècles), notamment avec son ouvrage La Fable mystique, édité en 1982, et d'ouvrages de réflexion plus générale sur l'histoire et son épistémologie, la psychanalyse, et le statut de la religion dans le monde moderne.

## Biographie

### Jeunesse et formation théologique
Michel de Certeau est né le 17 mai 1925 à la villa Les Fouzes, rue Marceau à Chambéry, en Savoie. Il est le fils d'Hubert de La Barge de Certeau (1900-1986) et de Marie-Antoinette de Tardy de Montravel (1903-1967). Son père est agent d'assurances à Chambéry et possède une résidence secondaire en Savoie, à Saint-Jean-de-la-Porte : le château de Lourdens. Cette ancienne dépendance des Chartreux d'Aillon au XIIIe siècle est le berceau de cette branche familiale, à proximité de Saint-Pierre-d'Albigny. La vaste maison savoyarde, restaurée en 1659 par les moines chartreux, abrite pendant les vacances les parents avec leurs quatre enfants :
- Michel, né le 17 mai 1925.
- Jean, né le 10 juin 1926.
- Marie-Amélie, née le 25 novembre 1930.
- Hubert, né le 18 mai 1933.

L'un de ses biographes, François Dosse, écrit : « C'est dans cet univers montagneux du massif des Bauges, aux synclinaux perchés surplombant la cluse de Chambéry, que Michel passe une enfance marquée par une éducation très stricte. » Dans un entretien avec cet auteur, Alex Derczansky, qui a bien connu Michel de Certeau, révèle : « Certeau est profondément savoyard. On ne peut le comprendre si on ne comprend pas la Savoie ! »
Michel et son frère font leur scolarité au collège Notre-Dame de La Villette de 1936 à 1940, jusqu'en classe de rhétorique. Ce collège, tenu par des prêtres du diocèse de Chambéry, occupe une ancienne propriété léguée par la famille Costa de Beauregard à La Ravoire, devenue aujourd'hui la banlieue de Chambéry. L'établissement est également petit séminaire du diocèse de Chambéry. Sous l'autorité bienveillante du chanoine Colomb, les deux frères obtiennent une bonne formation scolaire, et vers l'âge de 14 ans, Michel songe déjà à une vocation religieuse.
En 1942 et 1943, il est pensionnaire dans un collège des Pères maristes, l'Institution Sainte-Marie de La Seyne-sur-Mer, dans le département du Var. Là, il milite à la JEC (Jeunesse étudiante chrétienne). Il y passe avec succès les deux parties du baccalauréat de première et de philo. Il participe à l'action des maquis savoyards comme agent de liaison de la Résistance. La guerre terminée, Michel de Certeau entre au séminaire d'Issy-les-Moulinaux pour des études de philosophie préparatoires au sacerdoce (1944-1945 et 1946-1947) qu'il continue avec la théologie au séminaire de Lyon (1947-1950). Il reçoit la tonsure des mains du cardinal Gerlier en 1948.

### Entrée dans la Compagnie de Jésus
Michel de Certeau entre au noviciat des jésuites de Laval (Mayenne) le 5 novembre 1950. Après les deux années de noviciat sa formation jésuite est brève, car il a déjà accompli le parcours philo-théologique. Ainsi il est ordonné prêtre, à Lyon, le 31 juillet 1956. La même année, il est cofondateur de la revue Christus. C'est d'ailleurs essentiellement dans les revues jésuites savantes comme Christus et la Revue d'ascétique et mystique (revue fondée en 1920 et qui exista jusqu'en 1977) mais aussi non jésuite et non spécifiquement chrétienne (Esprit, Traverses, Politique aujourd'hui) qu'il publiera son travail. Son désir apostolique premier était de partir comme missionnaire en Chine. Jésuite, il est toujours resté fidèle à sa famille religieuse, tout en évoluant dans les milieux freudiens : il est cofondateur de l'École freudienne de Paris, autour de Jacques Lacan.
En 1960, à Paris, sous la direction de Jean Orcibal, Michel de Certeau soutient à la Sorbonne une thèse de doctorat consacrée à la vie mystique du jésuite savoyard, Pierre Favre (1506-1546). Originaire de Saint-Jean-de-Sixt, ce dernier fut, au début de la Renaissance, un des cofondateurs de la Compagnie de Jésus (avec Ignace de Loyola). Il était révéré comme saint dans le duché de Savoie. Mais ce sont ses recherches sur un autre jésuite du XVIIe siècle, Jean-Joseph Surin, qui le portent à s'intéresser plus particulièrement aux aspects humains de l'expérience religieuse, à la mystique et même à la psychanalyse.
En août 1967, sa mère décède dans un accident de voiture au cours duquel lui-même, gravement blessé au visage, perd la vision de l'œil droit.

### Carrière
Michel de Certeau enseigne ensuite à Genève, à San Diego et à Paris. Il publie notamment en 1968 deux articles majeurs dans la revue Études, dans lesquels il prend parti en faveur du mouvement de Mai 68. Il est l'auteur de la célèbre phrase: « En mai dernier, on a pris la parole comme on a pris la Bastille en 1789. » Il collabore également avec Robert Jaulin, du département d'ethnologie de l'université Paris VII afin de faire avancer ses recherches. Historien de la mystique et a minima « convaincu d'expériences », Michel de Certeau est une personnalité complexe ne se réclamant d'aucun lieu et dont l'œuvre traverse tous les champs des sciences sociales. Il est enseignant à l'Institut catholique de Paris et à l'Université Paris VIII dans les années 1970. En 1974, le responsable du service des études et recherches au secrétariat d'État à la Culture, Augustin Girard, propose à Michel de Certeau un poste de collaborateur dans une étude sur les politiques d'actions liées au développement culturel. Cette expérience lui permet ensuite de décrocher un contrat de recherche pour la DGRST qui a pour objectif un projet de réflexion sur les pratiques culturelles basé sur des cas concrets. Le titre officiel attribué au projet est « Conjoncture, synthèse et prospective ». Le projet s'étend de 1974 à 1977 et se développe au cours de trois cercles de consultations composés par des spécialistes de différents milieux, bien que la plupart aient à peine 25 ans, se succédant durant cette période.
De 1978 à 1984, il enseigne à l'université de Californie à San Diego. Il rentre en France afin de s'occuper d'une nouvelle chaire de recherche d'« anthropologie historique des croyances » à l'École des hautes études en sciences sociales. Il y consacre également plusieurs séminaires dont l'un intitulé : « anthropologie historique des croyances, XIVe – XVIIIe siècles ». Il a beaucoup marqué les historiens du groupe de la Bussière.
L'influence psychanalytique se retrouve fortement dans son œuvre historiographique, où il analyse le « retour du refoulé » au travers des limites arbitraires de l'histoire officielle, et la survivance du « non-dit » dans les marges de l'écrit. Il est une référence, souvent cité dans les recherches liées aux études culturelles.

### Mort
Michel de Certeau meurt le 9 janvier 1986 à Paris, à l'âge de 60 ans, des suites d'un cancer du pancréas.

## L'analyse du «braconnage culturel»
L'un des apports principaux des travaux de Michel de Certeau se situe au niveau des pratiques culturelles qu'il relève dans la société contemporaine. Renversant le postulat alors mis de l'avant par Foucault dans Surveiller et punir, Michel de Certeau récuse la thèse selon laquelle les individus sont des êtres passifs et dépossédés et ne peut se résoudre à considérer les masses comme un tout homogène. À leur supposée inactivité, il met plutôt en avant leur fonction créative, laquelle serait cachée dans un ensemble de pratiques quotidiennes, qu'il appelle ruses, et qui s'opposeraient aux stratégies des gens au pouvoir ou aspirant à y accéder. Ces ruses subtiles, qui ne peuvent être détectées par les autorités, prendraient place dans des lieux communs. Par ce qu'il appelle une « pratique de l'espace », l'individu est en mesure de se composer un espace propre à partir de fragments de sens « braconnés » de part et d'autre.
Michel de Certeau assimile les producteurs de sens à des propriétaires terriens qui ont le pouvoir d'imposer un sens aux biens culturels, aux consommateurs, grâce à la réglementation des usages et des accès. Il compare alors les consommateurs à des braconniers. Sur des terres qui ne leur appartiennent pas, mais sur lesquelles ils vivent, les individus serpentent au travers des mailles du réseau imposé, collectent ce qui leur semble utile et composent par leur marche, et par une collecte de fragments propres, leur quotidien. Les propriétaires élaborent des stratégies, des actions de contrôle de l'espace pour piéger les dominés qui, eux, mènent des actes de résistance (par exemple, zapper, débarrasser) consistant en des microlibertés prises par rapport au pouvoir, en une réappropriation de ce réseau imposé au consommateur, par l'intermédiaire de « ruses » ou de « procédures ». Michel de Certeau élabore ainsi, en parallèle à la théorisation du système panoptique de Michel Foucault, surveillance et contrôle « par le haut » de la société, une théorie des tactiques de résistance au champ de l'autre, subversion mais de l'intérieur et de la base même du système. Si ceux qui écrivent semblent imposer leur pouvoir à ceux qui disent et font, Certeau montre bien que les publics ne sont pas si dominés et restent actifs devant la réception des messages qu'on leur envoie, avec des paroxysmes critiques quand le « dire » s'écarte trop du « faire » (multiplication des épisodes mystiques du XVIIIe siècle ; prise de parole de mai 1968  ; théologie de la libération en Amérique du Sud, pour citer les domaines dans lesquels il était plus particulièrement impliqué).
Dans L'Écriture de l'histoire (1975) il développe son écrit à chaud à propos de Mai 1968 (« Un événement n’est pas ce qu’on peut voir ou savoir de lui, mais ce qu’il devient») et montre l'emprise des gens de pouvoir sur le processus d'écriture d'une histoire, en particulier au travers de la nomination par l'autre (des lieux colonisés, des cultures, etc.), différents récits pouvant ainsi être « plaqués » sur des faits.
Une section de L'Invention du quotidien est consacrée à l'acte de lire, qui, selon Michel de Certeau, adopte le même mode de fonctionnement que celui du braconnage. La lecture répond à l'acte d'évidement, de mort de l'auteur, parce que le lecteur opère au sein du texte une sélection active. Tout comme le braconnier qui récolte des fragments pour forger son quotidien, le lecteur sélectionne des fragments qui lui permettent d'actualiser l'œuvre littéraire.
On retrouve à peu près à la même époque cette analyse de la culture de masse chez Edgar Morin (dans L'Esprit du temps, 1962) en France, ou chez Richard Hoggart (The Uses of Literacy, 1957 ; traduit en français sous le titre de La Culture du pauvre, 1970) et Stuart Hall en Grande-Bretagne (Encodage, décodage, 1977). Certeau a contribué à développer l'étude des « médias-cultures » en France, alors délaissée, et sa contribution a plus tard été reprise par Éric Maigret et Éric Macé (dans Penser les médiacultures, 2005). Ces approches ont également été appropriées par l'histoire culturelle, notamment par les historiens modernistes Daniel Roche, Roger Chartier, ou encore Christian Jacob (dans sa réflexion sur les lieux de savoir). Mais c'est surtout initialement aux États-Unis, où il enseigna, et où la microhistoire put s'épanouir dans le mouvement contre-culturel, que son œuvre connut d'emblée une réception très forte.

## Publications
Une bibliographie complète des écrits de Michel de Certeau : Luce Giard, Bibliographie complète de Michel de Certeau, dans Recherches de science religieuse, vol. 76 (1988), p. 405-457.
- Guide spirituel pour la perfection de Jean-Joseph Surin, texte établi et présenté par M. de Certeau, Paris, Desclée de Brouwer, 1963.
- Mémorial du Bienheureux Pierre Favre, trad. et commenté par M. de Certeau, Paris, Desclée de Brouwer, 1960.
- La Correspondance de Jean-Joseph Surin, texte établi et présenté par Michel de Certeau, préface de Julien Green, Paris, Desclée de Brouwer, 1966, 1827 p. Prix Constant-Dauguet de l’Académie française en 1968
- L'Étranger ou l'Union dans la différence, Paris, Desclée de Brouwer, 1969, coll. « Foi vivante » (no 116) ; nouvelle éd. établie et présentée par Luce Giard, 1991. Nouvelle éd. en 2005, collection Points Seuil.
- L'Absent de l'histoire, Paris, Mame, 1973.
- Le Christianisme éclaté, Paris, Le Seuil, 1974.
- Une Politique de la langue : la Révolution française et les patois : l'enquête de Grégoire, en collab. avec Dominique Julia, Jacques Revel, Paris, Gallimard, 1975 ; rééd. 1986.
- L'Écriture de l'histoire, Paris, Gallimard, 1975[8],[9].
- La Possession de Loudun : textes choisis et présentés par M. de Certeau, Paris, Julliard (1978); rééd. revue 2005, Éd.: Folio; Coll.: Folio histoire,  (ISBN 207031913X).
- La Fable mystique : XVIe et XVIIe siècles, Paris, Gallimard, 1982 ; rééd. 1995.
- L'Ordinaire de la communication, en collab. avec Luce Giard, Paris, Dalloz, 1983.
- « Le Parler angélique : figures pour une poétique de la langue », in Id. et al., La Linguistique fantastique, Paris, Clims et Denoël, 1985.
- La Faiblesse de croire, texte établi et présenté par Luce Giard, Paris, Le Seuil, 1987.
- Histoire et psychanalyse entre science et fiction, Présentation de Luce Giard, Paris, Gallimard, 1987.
- Le Voyage mystique : Michel de Certeau, sous la dir. de Luce Giard, Paris, Recherches de sciences religieuses, 1988.
- L'Invention du quotidien, 1. : Arts de faire et 2. : Habiter, cuisiner, éd. établie et présentée par Luce Giard, Paris, Gallimard, 1990 (1re éd. 1980).
- La Culture au pluriel, recueil d'articles réunis sous la dir. de M. de Certeau en 1974[10] ; 3e éd. corrigée et présentée par Luce Giard, Paris, Le Seuil, 1993.
- La Prise de parole et autres écrits politiques, éd. établie et présentée par Luce Giard, Paris, Le Seuil, 1994.
- Le Lieu de l'autre : histoire religieuse et mystique, Paris, Le Seuil, 2005.
- La Fable mystique : XVIe et XVIIe siècles, tome 2, Paris, Gallimard, 2013